# Wu Ce-tchien
Wu Ce-tchien (čínsky pchin-jinem Wǔ Zétiān, znaky zjednodušené 武则天, tradiční 武則天); 624 – 16. prosince 705) vlastním jménem Wu Čao (čínsky pchin-jinem Wǔ Zhào, znaky 武曌) byla čínská císařovna, od počátku 60. let 7. století vládla čínské říši Tchang jménem svého nemocného manžela, císaře Kao-cunga, po jeho smrti panovala jménem svých synů. Roku 690 se stala – jako jediná žena v čínské historii – císařem, přičemž název státu změnila na Čou. Roku 705 byla sesazena a o několik měsíců později zemřela.

## Život
Wu pocházela z úřednické rodiny ze severozápadní Číny vzdáleně spřízněné s dynastií Suej. Za suejského císaře Jang-tiho její otec velel vojsku v prefektuře Jing-jang, za tchangského Tchaj-cunga (vládl 626–649) zaujímal různé funkce v centrální administrativě (ministr daní) i regionech (správce různých krajů).
V raném mládí se Wu stala jednou níže postavených konkubín Tchaj-cunga. Dokázala získat pozornost jeho syna a nástupce Kao-cunga, který si ji po smrti otce vzal za jednu z vedlejších manželek a roku 655 ji jmenoval císařovnou (皇后, chuang-chou). Na Kao-cunga měla velký vliv, po jeho mrtvici roku 660, a následném zhoršování zdravotního stavu, postupně stanula v čele vlády a panovala zemi jeho jménem.
Roku 683 Kao-cung zemřel a na trůn nastoupil jeho a Wuin syn Čung-cung, kterého však po necelých dvou měsících vlády sesadila kvůli jeho protežování příbuzných své manželky. Nahradil ho další Wuin a Kao-cungův syn, Žuej-cung, který své matce v ničem neodporoval. Roku 690 sesadila i jeho a na trůn nastoupila sama jako císař (chuang-ti). Vládla říši do února 705, kdy byla svržena palácovým převratem, který vynesl na trůn Žuej-cunga. Zemřela v prosinci téhož roku.
Období spoluvlády a vlády Wu Ce-tchien nad říší Tchang v letech 655–705 bylo dobou velké expanze čínského vlivu, který dosahoval daleko do střední Asie. Celkově úspěšně bojovala s Východoturkutským i Západoturkutským kaganátem. Trvala úporná válka s Tibetem. Upevnila vládu nad Vietnamem. Zapojila se i do válek na Korejském poloostrově, v nichž v 60. letech ve spojenectví s jihokorejskou Sillou porazila a dobyla jihokorejský stát Pekče a severokorejské Kogurjo a proti odporu Silly si udržela většinu severní Koreje.
Ve vnitřní politice se proti aristokracii severozápadu Číny, která dosud ovládala tchangskou vládu a před tím dominovala v říši Suej (581–618), Severní Čou (557–581) a Západní Wej (535–557), opřela o hodnostáře z východu a jihovýchodu říše. K výběru vhodných úředníků rozšířila a zdokonalila systém úřednických zkoušek.
Podporovala taoismus a buddhismus, za její vlády se rozvíjela kultura, vzdělání a literatura, z jejích dob se zachovaly významné památky architektury a umění, jako jeskyně Lung-men a mauzoleum Čchien-ling.
Po svržení a smrti Wu Ce-tchien se její potomci střetli v ostrých sporech o moc, v nichž zvítězil její vnuk Süan-cung, vládnoucí tchangské Číně v letech 712–756.